# Europop (álbum)
Europop es el primer álbum del grupo italiano de dance-pop Eiffel 65. fue lanzado en 1999 en formatoCD bajo el sello discográfico Blissco. Contiene los dos más grandes éxitos del grupo, «Blue (Da Ba Dee)» y «Move Your Body». A pesar de que el grupo es originario de Italia, todas las canciones de este disco están en inglés.

## Tabla de clasificación
El álbum alcanzó el número ocho en el Billboard 200, y la canción «Blue (Da Ba Dee)» alcanzó el puesto número cinco en el Billboard Hot 100, impresionante para una canción de EDM en el momento de su lanzamiento. El CD también fue un gran éxito en Australia.

## Lista de canciones
- Edición Estados Unidos

| Europop |                                   |          |  |
| N.º     | Título                            | Duración |  |
| 1.      | «Blue (Da Ba Dee)»                | 3:29     |  |
| 2.      | «Too Much of Heaven»              | 5:17     |  |
| 3.      | «Dub in Life»                     | 3:57     |  |
| 4.      | «Living in a Bubble»              | 5:03     |  |
| 5.      | «Move Your Body»                  | 4:28     |  |
| 6.      | «My Console»                      | 4:13     |  |
| 7.      | «Your Clown»                      | 4:09     |  |
| 8.      | «Another Race»                    | 4:34     |  |
| 9.      | «The Edge»                        | 4:20     |  |
| 10.     | «Now Is Forever»                  | 5:44     |  |
| 11.     | «Silicon World»                   | 4:31     |  |
| 12.     | «Europop»                         | 5:28     |  |
| 13.     | «Hyperlink» (Deep Down)           | 4:57     |  |
| 14.     | «Blue (Da Ba Dee)» (extended mix) | 4:43     |  |

- Edición Europa

| Europop |                                                       |          |  |
| N.º     | Título                                                | Duración |  |
| 1.      | «Too Much of Heaven» (album aix)                      | 5:17     |  |
| 2.      | «Dub In Life» (album edit)                            | 3:57     |  |
| 3.      | «Blue (Da Ba Dee)» (DJ Gabry Ponte radio edit)        | 4:43     |  |
| 4.      | «Living in a Bubble» (album mix)                      | 5:03     |  |
| 5.      | «Move Your Body» (DJ Gabry Ponte original radio edit) | 4:28     |  |
| 6.      | «My Console» (DJ Gabry Ponte Console mix)             | 4:13     |  |
| 7.      | «Your Clown» (Slow mix)                               | 4:09     |  |
| 8.      | «Another Race» (album edit)                           | 4:34     |  |
| 9.      | «The Edge» (album mix)                                | 4:20     |  |
| 10.     | «Now Is Forever» (Electronic Ballad mix)              | 5:44     |  |
| 11.     | «Silicon World» (Main mix)                            | 4:31     |  |
| 12.     | «Europop» (Album Kraft mix)                           | 5:26     |  |
| 13.     | «Hyperlink (Deep Down)» (album cut)                   | 4:57     |  |
| 14.     | «Blue (Da Ba Dee)» (extended mix)                     | 4:43     |  |

- Bonus Tracks Australianos

| Europop |                                                     |          |  |
| N.º     | Título                                              | Duración |  |
| 15.     | «Nick Skitz Eiffel 65 Megamix»                      | 7:35     |  |
| 16.     | «Blue (Da Ba Dee)» (extended mix)                   | 6:29     |  |
| 17.     | «Blue (Da Ba Dee)» (Molinaro Parade German cut)     | 2:48     |  |
| 18.     | «Blue (Da Ba Dee)» (TJM Bluemax 04 Extension remix) | 6:37     |  |
| 19.     | «Move Your Body» (Paris remix)                      | 7:04     |  |
| 20.     | «Move Your Body» (Claywork remix)                   | 6:28     |  |
| 21.     | «Europop» (Parade mix)                              | 5:14     |  |